# Meta-Regalbau
Die Meta-Regalbau GmbH & Co. KG (Eigenschreibweise: META) ist ein Unternehmen für Lagertechnik mit Hauptsitz in Arnsberg im Sauerland und betreibt Standorte in insgesamt 14 Ländern.

## Geschichte
Im Jahr 1896 wurde als Vorgängerunternehmen die Nagelfabrik Caspar Schnettler & Co. gegründet. Das Unternehmen produzierte Nägel aus Blech und gehörte zu den weiterverarbeitenden Unternehmen der Walzwerke der Hüstener Gewerkschaft. In den folgenden Jahren wurde die Produktion ausgedehnt, unter anderem auf Polsternägel. Im Jahr 1913 baute die Firma Schnettler ein eigenes Kaltwalzwerk. Auf dem Gelände der Fabrik wurde 1915 neben dem alten Unternehmen die Hüstener Nagelfabrik Kemmerling & Hockelmann GmbH gegründet. Diese schloss sich 1919 mit einem Tochterunternehmen Schnettlers zur Metall-Industrie GmbH (META) zusammen. Das Ursprungsunternehmen Schnettlers wurde 1924 aufgelöst.
Die Firma produzierte 1963 erstmals Stahlregale im Baukastenprinzip für Haushalt und Gewerbe. Das Unternehmen erwarb 1969 ein neues Betriebsgelände im Industriegebiet Große Wiese in Arnsberg. Gleichzeitig wurde das Unternehmen zur META-Regalbau GmbH & Co. KG umfirmiert.
Im Jahr 1972 gründete META eine Tochtergesellschaft in Graz und entwickelte sich im Folgenden zum Marktführer im Bereich Haushaltsregale auf dem österreichischen Markt. 1984 erwarb META die Firma Kusto Duschabtrennungen mit Sitz in Bad Salzuflen.
Das Unternehmen wurde 1986 von Joachim Loh aus Haiger erworben und ist bis heute ein Teil der Joachim-Loh-Unternehmensgruppe. Innerhalb der Unternehmensgruppe konzentrierte sich META auf den Bereich Lagertechnik. META gründete am Anfang des Jahres 2000 Tochterunternehmen in Polen und Tschechien. Im Jahr 1991 wurde ein neues Logistikzentrum und im Jahr 2000 ein neues Verwaltungs- und Schulungszentrum errichtet. Nach eigenen Angaben ist das Unternehmen einer der Marktführer für Lagertechnik im Produktionsverbindungshandel in Deutschland.